# 文雪兒
文雪兒（英文：Candy Cheung Wai Ying，1960年3月1日—），原名張惠英，家中有七兄弟姊妹，其三姐為武打女演員元秋，活躍于1970年代和1980年代的香港著名女演員，曾為無綫電視基本藝人合約及前邵氏兄弟女藝員。

## 簡歷
文雪兒早年在九龍土瓜灣真善美邨至真樓生活，1972年畢業於九龍靈光小學，父親張玉成為來自山東的京劇演員，到香港生活只能改為投身粤剧做武师。由於出身自京劇世家，文雪兒年幼時已開始習武，練得一身好武藝。于1970年代中期加入影視圈，早期是邵氏電影公司旗下藝人，當時年齡不足16歲，為邵氏武俠片的首選花旦。
1975年，佳藝電視成立。文雪兒在1976年加入佳視，是所有佳視職藝員中最年輕的一位，並與米雪、李通明一同成為佳視當家花旦，當時稱為「佳視三寶」。佳視為她取藝名「文雪兒」，先以「文」字為姓，覺得她「冰雪聰明」，於是取名「雪兒」。首部劇集是《碧血劍》，時年16歲，飾演女主角溫青青。佳視版《鹿鼎記》中，文雪兒更反串男角，演繹男主角韋小寶。
1978年，佳藝電視宣告倒閉，文雪兒隨著名監製蕭笙轉至麗的電視。加盟麗的電視后，文雪兒繼續受到重用。其古裝美女角色形象深入人心，1978年《浣花洗劍錄》一劇，文雪兒与張國榮分別飾演男女主角，成為轟動一時的熒屏情侶組合。
1984至1985年間，曾改藝名為「文雪儀」，後回復使用「文雪兒」。文雪兒為麗的電視与亞洲電視效力至1986年，後息影一段時間，隨首任美籍華人丈夫移民美國，在當地任職文員，1989年復出轉投無綫電視，但在無綫參演五部電視劇和兩部電視電影，加上外間的兩部電影後，便在1991年息影退出娛樂圈。
2013年，文雪兒戲癮復發，獲監製王心慰之邀請，復出客串演出無綫電視劇集《巨輪》；而她亦於2017年簽約無綫兩年。
2019年，文雪兒接受明周訪問笑稱元秋有潔癖。文雪兒經歷過數次離婚，靠自己一雙手開創出連鎖美甲生意。

## 家庭
文雪兒已婚，與李姓前夫育有兩名女兒，長女李佳怡（Christy，生於1992年，與前夫離婚後改跟母姓，改名張筠），幼女李佳欣（Jennifer，後來改跟繼父姓，改名袁萃）

。
2005年，文雪兒覓得第二婚姻，嫁給任職建築師的丈夫袁慧明。

## 電視劇（佳藝電視）
- 1977年 碧血劍 飾 溫青青 (夏青青)
- 1977年 武林外史 飾 白飛飛
- 1977年 紅樓夢 飾 史湘雲
- 1977年 鹿鼎記 飾 韋小寶（反串）
- 1978年 白髮魔女傳 飾 鐵珊瑚
- 1978年 雪山飛狐 飾 程靈素
- 1978年 流星蝴蝶劍 飾 鳳鳳
- 1978年 名流情史（未完成拍攝，播放了若干集）
- 1978年 風雷第一刀（未完成拍攝，從未播放）飾 丁靈琳

## 電視劇（麗的電視／亞洲電視）
- 1979年 沈勝衣之骷髏殺手 飾 赤仙娃
- 1979年 浣花洗劍錄 飾 小公主
- 1979年 情人箭 飾 杜鵑
- 1979年 俠盜風流 飾 黑琥珀
- 1979年 天龍訣 飾 朱菁照
- 1979年 怒劍鳴 飾 公主 / 郡主
- 1980年 湖海爭霸錄 飾 千葉子
- 1980年 驟雨中的陽光 飾 棠棠
- 1980年 大內群英續集 飾 空空兒
- 1980年 驟雨中的陽光續集 飾 棠棠
- 1980年 小小心願 飾 湯念嚴 (Kitty)
- 1981年 少年黃飛鴻 飾 劉巧兒
- 1981年 武俠帝女花 飾 費貞娥
- 1981年 對對糊 飾 咖喱雞
- 1981年 甜甜廿四味 飾 陳細玲 (Cat)
- 1982年 大將軍 飾 羅新燕
- 1982年 老婆愈老愈可愛 飾 鄭小茵
- 1982年 家春秋 飾 高淑英
- 1982年 血債血償 飾 楊泳雪
- 1983年 家姐、細佬、飛髮鋪(第二輯) 飾 彭美拉
- 1983年 飛躍擂台 飾 鍾彩虹
- 1983年 世界仔
- 1983年 劍仙李白 飾 趙六妹
- 1983年 鐵膽英雄 飾 李春花
- 1984年 琴劍恩仇 飾 段美奴
- 1984年 霍東閣 飾 沈小玉
- 1984年 101拘捕令第三輯之勇敢新世界 飾 韋雪英
- 1985年 四大名捕重出江湖 飾 連秋心
- 1985年 濟公 飾 顧英紅
- 1985年 局中局 飾 羅嘉寶
- 1986年 清末四大奇案之太原奇案 飾 張玉姑
- 1986年 濟公活佛 飾 秦倩紅

## 電視劇（無綫電視）
- 1989年 浪漫休止符(單元劇) (女主角)
- 1990年 劍魔獨孤求敗 飾 柳傲霜
- 1990年 失職丈夫 飾 唐碧川
- 1990年 笑傲在明天 飾 許秀芝
- 1991年 男盜女差 飾 任盈盈
- 1991年 皇家鐵馬 飾 Grace
- 2013年 巨輪 飾 繆蘊蘭（Nancy）
- 2017年 溏心風暴3 飾 跳舞蘭
- 2018年 逆緣 飾 淑賢
- 2019年 包青天再起風雲 飾 陳秀霞
- 2019年 解決師 飾 許惠美（May姨）
- 2020年 黃金有罪 飾 區玉嬋
- 2020年 愛·回家之開心速遞 飾 宜好
- 2021年 一笑渡凡間 飾 冷如冰（蘇大娘）
- 2021年 寶寶大過天 飾 周惠芬
- 2021年 把關者們 飾 朱碧雯（海師奶）
- 2022年 童時愛上你 飾 榮淑琴
- 2022年 美麗戰場 飾 劉玉玲
- 2023年 法言人 飾 馬小蓮
- 2024年 黑色月光 飾 陳幸芳
- 2024年 異空感應 飾 方陳美圓

## 電視劇（邵氏兄弟）
- 2022年 飛虎之壯志英雄 飾 吳小霞

## 電影
- 1978年 倚天屠龍記 飾 殷離（黃衫女子）
- 1978年 倚天屠龍記大結局 飾 殷離（黃衫女子）
- 1978年 蕭十一郎 飾 小公子
- 1979年 絕代雙驕 飾 鐵心蘭
- 1980年 少林与武當 飾 李二環
- 1980年 壞小子 飾 金鳳
- 1980年 背叛師門 飾 石小櫻
- 1980年   巡捕房 飾 祈桂香
- 1981年 碧血劍 飾 溫青青 (夏青青)
- 1981年 書劍恩仇錄 飾 周綺
- 1982年   癲馬靈猴 飾 李雪兒
- 1982年 神雕俠侶 飾 郭芙
- 1982年   神經大俠 (改編自《鴛鴦刀》) 飾 任劍飛 (原著：任飛燕)
- 1982年   2.5cm 飾 小白菜
- 1982年 俠客行 飾 丁璫
- 1983年 武林聖火令 飾 金蛇童子
- 1985年   花心紅杏     飾 莎莉
- 1989年   獵魔群英 飾 阿文
- 1990年   橫衝直撞火鳳凰 飾 珍妮
- 2019年   再見UFO
- 2021年   鬼同你住

## 電視電影（無綫電視）
- 1990年  浪漫休止符 飾 彤彤
- 1990年  別姬 飾 鄭翠華(阿華)

## 電視單元劇（香港電台）
- 1977年  獅子山下(第53集)之毒 飾 阿茹
- 1978年  屋簷下之逆 飾 中學女生
- 1980年  烙印之新生 飾 林小雲
- 1983年  溫馨集之生命線 飾 林詠詩
- 1983年  溫馨集之良緣天訂 飾 女警

## 外部連結
- 文雪兒的Facebook專頁
- 文雪兒的Instagram帳戶
- 文雪兒的新浪微博